# Trevor Johnson
Trevor G. Johnson (* 25. Januar 1982 in Trail, British Columbia) ist ein ehemaliger italo-kanadischer Eishockeyspieler.

## Karriere
Der in Kanada geborene Verteidiger begann seine Karriere bei den Kootenay Ice in der kanadischen Juniorenliga Western Hockey League. In den Jahren bis 2006 ging er für sieben weitere Teams unter anderem in der American Hockey League und ECHL aufs Eis. Zur Saison 2006/07 wechselte Johnson nach Europa in die erste italienische Serie A. Hier spielte er für den SV Ritten-Renon und den HC Asiago. Vor der Saison 2009/10 erhielt der Verteidiger einen Vertrag bei den Kassel Huskies aus der Deutschen Eishockey Liga. Nach der Vertragsauflösung in der Deutschen Eishockey Liga wechselte er im Dezember 2009 zurück in die italienische Liga zum HC Bozen. Im Juli 2010 wechselte er zum HC Valpellice, dessen Mannschaft er seit 2011 als Kapitän auf das Eis führt. 2013 und 2016 gewann er mit seinem Klub die Coppa Italia. 2013 und 2014 war er jeweils der Topscorer unter den Abwehrspielern der Serie A. 2012, 2014 und 2015 war er der beste Torvorbereiter unter den Abwehrspielern der Serie A. Im Februar 2016 verließ er Valpellice und spielte die Saison beim HC Pustertal zu Ende. Anschließend schloss er sich dem Manchester Storm aus der britischen Elite Ice Hockey League an. Nach der Spielzeit 2016/17 beendete der Verteidiger schließlich seine aktive Karriere.

### International
Für Italien nahm Johnson an den Weltmeisterschaften der Top-Division 2010, 2012 und 2014 sowie der Division I 2009, 2011 und 2013 teil, bei denen er jeweils mit seiner Mannschaft als Gruppensieger in die Top-Division aufstieg. Bei der Weltmeisterschaft 2009 wurde Johnson als bester Verteidiger ausgezeichnet, erreichte die beste Plus/Minus-Bilanz des Turniers und war gemeinsam mit seinem Landsmann Roland Ramoser auch dessen Topscorer. Zudem spielte der gebürtige Kanadier für Italien bei den Qualifikationsturnieren für die Olympischen Winterspiele in Vancouver 2010 und in Sotschi 2014.

## Erfolge und Auszeichnungen
- 2000 President’s-Cup-Gewinn mit den Kootenay Ice
- 2002 President’s-Cup-Gewinn mit den Kootenay Ice
- 2002 Memorial-Cup-Gewinn mit den Kootenay Ice
- 2004 Colonial-Cup-Gewinn mit den Muskegon Fury
- 2013 Italienischer Pokalsieger mit dem HC Valpellice
- 2016 Italienischer Pokalsieger mit dem HC Valpellice

### International
- 2009 Aufstieg in die Top-Division bei der Weltmeisterschaft der Division I, Gruppe B
- 2009 Bester Verteidiger, beste Plus/Minus-Bilanz und Topscorer der Weltmeisterschaft der Division I, Gruppe B
- 2011 Aufstieg in die Top-Division bei der Weltmeisterschaft der Division I, Gruppe A
- 2013 Aufstieg in die Top-Division bei der Weltmeisterschaft der Division I, Gruppe A